# Единое национальное движение
Единое национальное движение (ЕНД) (груз. ერთიანი ნაციონალური მოძრაობა) — грузинская либерально-консервативная политическая партия, правящая в 2004—2012 годах, в период президентства Михаила Саакашвили.

## История
ЕНД было основано в октябре 2001 года Михаилом Саакашвили. Партия выступала за проведение политических и экономических реформ, за вступление Грузии в НАТО и Европейский союз, за восстановление территориальной целостности и государственного суверенитета Грузии над самопровозглашёнными республиками Абхазией и Южной Осетией.
В 2003 году была сформирована политическая платформа «Единый национальный альянс», объединившая «ЕНД», движение «Объединённые демократы», «Союз Национальной солидарности» и молодёжное движение «Кмара», которые находились в оппозиции к президенту Грузии Эдуарду Шеварнадзе. Вскоре после формирования, в ноябре 2003 года, объединённые силы совершили так называемую «революцию роз», которая привела к отставке Шеварнадзе.
После этого, с 14 января 2004 года, партийный флаг ЕНД (историческое знамя Грузинского царства) стал использоваться в качестве государственного.
5 февраля 2004 года, после победы на парламентских выборах, «ЕНД» и «Объединённые демократы» образовали единую фракцию большинства «Национальное Движение — Демократы», ставшую правящей.
С 2004 года по 2012 год данный блок оставался правящей партией Грузии.
По итогам парламентских выборов 2012 года, блок «Национальное Движение — Демократы» проиграл блоку «Грузинская мечта», после чего «ЕНД» перешла в оппозицию, а её лидер, Михаил Саакашвили, покинул страну.
В 2017 году в партийной фракции ЕНД произошел раскол. Из 27 депутатов парламента Грузии в новую фракцию Европейская Грузия перешёл 21 депутат, включая одного из лидеров ЕНД, Давида Бакрадзе, после чего во фракции ЕНД осталось 6 депутатов.

## Ключевые фигуры
- Михаил Саакашвили — основатель партии. Покинул Грузию в ноябре 2013 года, после окончания второго президентского срока. В декабре 2015 года был лишён грузинского гражданства в связи с приобретением им гражданства Украины. По возвращении в Грузию арестован и осужден.
- Давид Бакрадзе — выдвигался кандидатом от ЕНД на президентских выборах 2013 года. После поражений парламентских выборов в 2016 году, покинул партию ЕНД, создав собственную партию Европейская Грузия.
- Григол Вашадзе — бывший министр иностранных дел Грузии в период президентства Саакашвили, был лидером партии ЕНД до конца 2020 года.
- Вахтанг Кикабидзе (1938-2023) — возглавлял партийный список ЕНД на парламентских выборах 2020 года.

## Выборы и результаты
На выборах в мае 2008 ЕНД набрало 63 % голосов.
В 2012 году на парламентских выборах партия набрала 40,43 % голосов по партийным спискам и 43,84 % голосов по мажоритарным округам.
В 2013 году на выборах президента Грузии партия выдвинула кандидатом Давида Бакрадзе. По итогам выборов он занял второе место, получив 21,73 % (354 206 голосов).
В 2016 году на парламентских выборах ЕНД получила 27 % голосов, и 27 мест по спискам.
В 2018 году на выборах президента Грузии партия выдвинула кандидатом Григола Вашадзе.

## Международное сотрудничество
- Политическая партия «Наша Украина» (с 2003 года)[6]
- Украинский демократический альянс за реформы Виталия Кличко (с 2012 по 2015 год)[7]
- Альянс Балто-Черноморских наций (с 2015 года)[2]
- Европейская народная партия (партия ЕНД имеет при ней статус наблюдателя).